# ミラージュ (GOING UNDER GROUNDの曲)
「ミラージュ」は、GOING UNDER GROUNDのシングル。ビクターエンタテインメントのレーベルHAPPYHOUSEより2002年4月17日発売。

## 概要
メジャーデビュー後3枚目のシングルである。ジャケットイラストは宮尾和孝が手掛けた。初回盤には当時バンドが発行していた「桶川通信」と題したフリーペーパーの映像作品が当たる応募券が封入されていた。
表題作の「ミラージュ」は前年発表したメジャーファーストアルバム『かよわきエナジー』のリリースツアーの際に部分的に出来上がっており、ツアー終了後、初めての長期全国ツアーの達成感から楽曲制作が停滞していた2001年の年末に、改めて次作としてのリリースを念頭に置いて制作された。インディーズ最後のシングル「アロー」以来シングルとしては2作ぶりに上田ケンジをプロデューサーに招いての共同プロデュース作品。
本作発売後の2002年5月10日から6月1日にかけて、リリースツアーとして「GOING UNDER GROUND tour 2002 “hocus pocus”」を全8公演行った。

## 収録曲
1. ミラージュ
（作詞・作曲：松本素生）
スペースシャワーTV2002年4月度POWER PUSH!。
2. 秘密
（作詞：河野丈洋、松本素生　作曲：河野丈洋）

## 収録アルバム
ミラージュ
- ホーム
- COMPLETE SINGLE COLLECTION 1998-2008
- ホーム 2018〜midnightblue〜 - セルフカバーを収録。
- ALL TIME BEST〜20th STORY + LOVE + SONG〜

秘密
- THE BOX - B-SIDE COLLECTIONに収録。

### コンピレーション
- ビクターエンタテインメント『VeCTORY! 1999 - 2002』（2008年12月24日配信開始） - 「ミラージュ」を収録。